# Picard (Saarlouis)

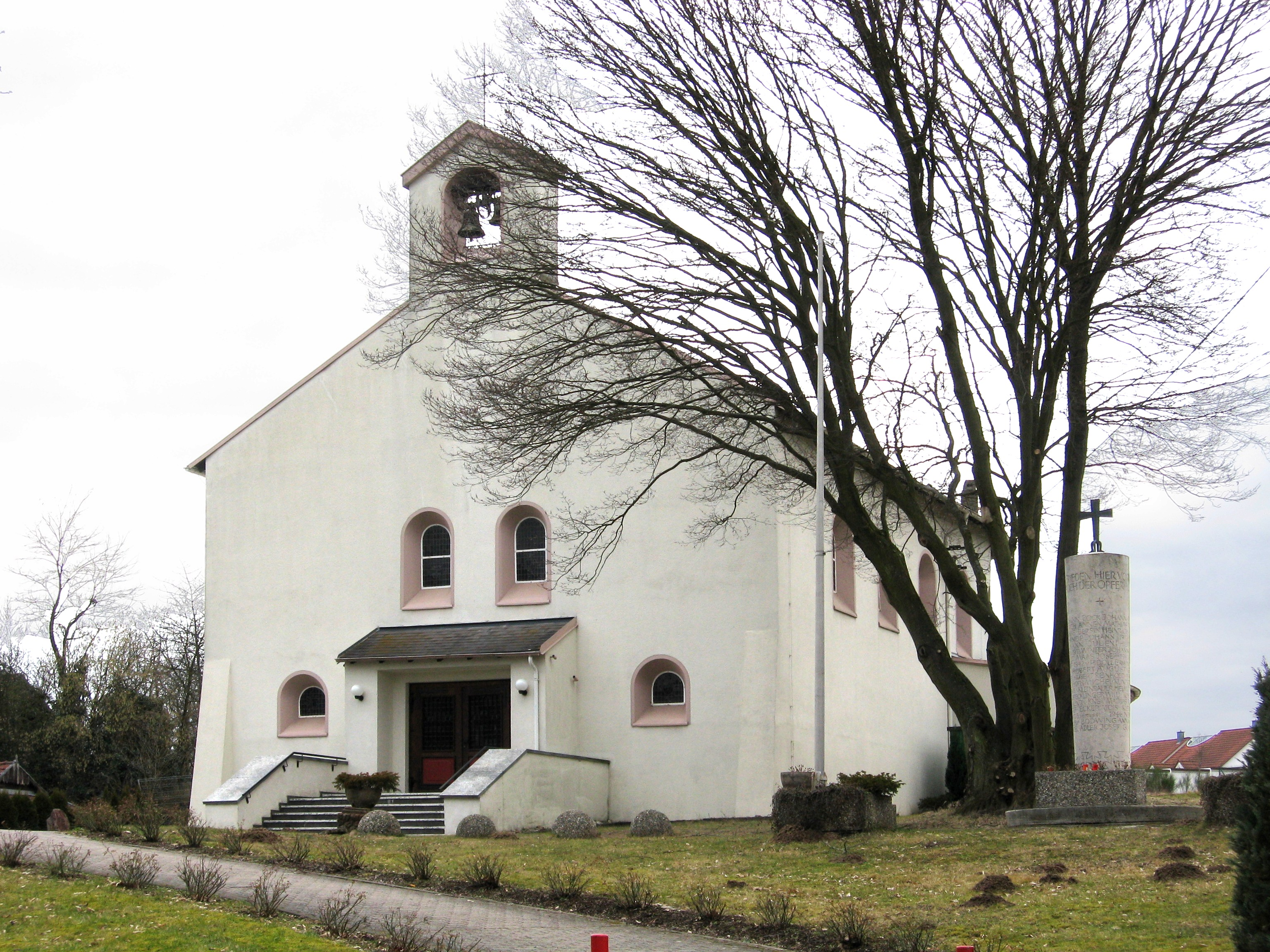
Kirche

Picard ist ein Stadtteil der Kreisstadt Saarlouis im Saarland und hat rund 1.900 Einwohner (Stand Mai 2016). Mit einer Fläche von 222 ha ist Picard der zweitkleinste Stadtteil von Saarlouis, was rund 5,12 % der Gesamtfläche von Saarlouis entspricht.

## Geschichte
Zum Bau der neuen französischen Grenzfestung Saarlouis im Jahre 1680 wurden verschiedene Regimenter abkommandiert, darunter die Regimenter Picard und Dauphin. Ihre Ansiedlungen wurden die Dörfer Picard und Bourg-Dauphin, die bis 1815 dem Kanton Rehlingen im Département Moselle zugeordnet waren. Picard wurde 1936 ein Saarlouiser Stadtteil, Bourg-Dauphin wurde 1970 unter dem Namen Neuforweiler ebenfalls an Saarlouis angegliedert.
Am 1. April 1936 wurde Picard in die Stadt Saarlautern, die seit 1945 wieder Saarlouis heißt, eingemeindet.